# Confrontation (jeu vidéo, 1983)
Pour les articles homonymes, voir Confrontation.
Pour le jeu vidéo de 2012, voir Confrontation (jeu vidéo, 2012).
Confrontation est un jeu vidéo de type wargame créé par Robert T. Smith et publié par M. C. Lothlorien en 1983 sur ZX Spectrum. Il permet au joueur de simuler des batailles du vingtième siècle en créant ses propres scénarios pour deux joueurs. Le joueur peut pour cela créer ses propres champs de bataille puis attribuer jusqu’à douze unités à chaque camps incluant de l’infanterie, des véhicules blindés, de l’artillerie, des transports de troupes et des avions. Outre son éditeur de scénario, il inclut un scénario prédéfini qui simule un affrontement entre deux camps pour le contrôle de six villes. Des scénarios additionnels ont par ailleurs été publiés sous la forme d’une extension ou dans des versions ultérieures du jeu. Chaque scénario se déroule au tour par tour sur un champ de bataille constitué de cases carrées.

## Système de jeu
Confrontation est un wargame qui permet au joueur de simuler des batailles du vingtième siècle en créant ses propres scénarios pour deux joueurs,. Le programme permet ainsi au joueur de créer ses propres champs de bataille constitués de cases carrées qui peuvent représenter des collines, des montagnes, des forêts, des ponts, des fortifications, des villes ou encore des aérodromes. Il lui permet ensuite d’attribuer jusqu’à douze unités à chaque camps. Ces unités peuvent entre autres être constituées d’infanterie, de véhicules blindés, de chars d’assaut, d’artillerie, de batteries anti-aériennes, de transport de troupes ou d’avions. Les caractéristiques de ces unités peuvent de plus être modifiées par le joueur. Outre son éditeur de scénario, le jeu de base intègre un scénario prédéfini dans lequel deux joueurs s’affrontent pour le contrôle de six villes. Chaque scénario oppose deux joueurs sur un champ de batailles constitués de cases carrées. 
Chaque joueur commande une armée pouvant contenir jusqu’à douze unités. Les unités des deux armées sont représentées en rouge ou en bleu par des symboles correspondant au type de troupe qui les composent (infanterie, chars d’assaut, artillerie…). Les joueurs peuvent voir la position des unités ennemies mais ne connaissent pas leur composition avant qu’elles soient engagées dans un combat. La bataille se déroule au tour par tour. À chaque tour, les joueurs peuvent déplacer leurs unités d’une case sur la carte.

## Développement et publication
Confrontation est le premier wargame développé par Robert T. Smith. Celui-ci commence à s’intéresser aux ordinateurs et à la programmation à l’école, à commencer par le Fortran des ordinateurs centraux. Il apprend ensuite le Basic, puis se fait offrir un micro-ordinateur ZX Spectrum par ses parents. En parallèle, il s’intéresse également aux jeux de guerre, notamment sur le thème de l’Antiquité. Il développe Confrontation sur ZX Spectrum,  alors qu’il est encore à l’école. Il entre ensuite en contact avec l’éditeur Lothlorien, qui publie le jeu dans sa série Warmaster en 1983. Robert T. Smith porte ensuite le jeu sur BBC Micro alors qu’il étudie la physique à l’université de Birmingham. Il décide alors de se consacrer à plein temps à la programmation.

## Extensions et versions
Le jeu bénéficie notamment d’une extension intitulée Confrontation Scenarios Volume 1 (1984) qui intègre des scénarios prédéfinis additionnels qui ne peuvent pas être joués sans le jeu de base. Elle inclut quatre scénarios qui simulent respectivement une bataille de la guerre des Six Jours entre l’Égypte et Israël dans le Sinaï, l’intervention cubaine lors de la guerre civile angolaise, une bataille de l’opération Lion de mer et une offensive soviétique de la guerre d’Afghanistan,. 
La version ZX Spectrum 128 du jeu publié en 1986 inclut les quatre scénarios de l’extension ainsi que deux scénarios additionnels.

## Postérité
Après avoir porté Confrontation sur BBC Micro, Robert T. Smith décide se consacre à plein temps à la programmation et commence à programmer une version pour deux joueurs d'un jeu d'action. Il est cependant rattrapé par sa passion pour les wargames et par la lecture de Un pont trop loin de Cornelius Ryan, et le résultat est finalement un nouveau wargame pour un joueur, Arnhem: The Market-Garden Operation, qu’il termine en 1984. N’étant pas satisfait de sa relation avec son éditeur, Lothlorien, il propose le jeu à Personal Software Services puis à Cases Computer Simulations, qui accepte de le publier. Celui-ci rencontre un important succès populaire et prend la dixième place du classement des meilleures ventes de W.H. Smith. Après ce succès, Robert T. Smith se voit confier un Amstrad CPC afin d’y porter le jeu. En six mois, il développe ensuite Desert Rats, qui est publié pour noël 1985 sur ZX Spectrum et Amstrad CPC. Celui-ci fait l’objet de critiques encore plus positives que son prédécesseur mais ne se vend pas aussi bien. L’année suivante, il termine son quatrième wargame, Vulcan, qui est publié peu avant noël 1986.